# Juníntapakul
Juníntapakul (Scytalopus gettyae) är en fågel i familjen tapakuler inom ordningen tättingar.

## Utbredning och systematik
Arten förekommer i Anderna i centrala Peru (Junín). Den behandlas som monotypisk, det vill säga att den inte delas in i några underarter.

## Status
IUCN kategoriserar den som nära hotad.